# Northwest Township (Missouri)
Die Northwest Township ist eine von 28 Townships im St. Louis County im Osten des US-amerikanischen Bundesstaates Missouri und Bestandteil der Metropolregion Greater St. Louis. Das U.S. Census Bureau hat bei der Volkszählung 2020 eine Einwohnerzahl von 31.818 ermittelt.

## Geografie
Die Northwest Township liegt am südlichen Ufer des Missouri River im nordwestlichen Vorortbereich von St. Louis. Der Mississippi, der die Grenze zu Illinois bildet, befindet sich rund 20 km östlich.
Die Northwest Township liegt auf 38° 45′ N, 90° 25′ W und erstreckt sich über 84,4 km², die sich auf 79,8 km² Land- und 4,6 km² Wasserfläche verteilen.
Die Northwest Township liegt im Nordwesten des St. Louis County und grenzt im Norden, Nordwesten und Westen getrennt durch den Missouri River an das St. Charles County. Innerhalb des St. Louis County grenzt die Northwest Township im Nordosten an die Lewis and Clark Township, im Osten an die Florissant und die Airport Township sowie im Süden an die Maryland Heights Township.

## Verkehr
Die Interstate 70, die von Kansas City nach St. Louis führt, quert über die Blanchette Memorial Bridge den Missouri River und durchquert den Süden der Township. Etwa zwei Kilometer östlich der Brücke kreuzt die Interstate 270, die Umgehungsstraße von St. Louis. Etwa drei Kilometer nördlich der Brücke quert die zum Freeway ausgebaute Missouri State Route 370 über die Discovery Bridge den Missouri und führt durch das Gebiet der Township bis zur Einmündung in die Interstate 270. In der Township treffen ferner die Missouri State Routes 141 und 180 zusammen. Im Osten der Township durchquert der U.S. Highway 67 einen Tunnel unter dem Rollfeld des Lambert-Saint Louis International Airport. Bei allen weiteren Straßen innerhalb der Township handelt es sich um innerstädtische Verbindungsstraßen.
Durch die Northwest Township verläuft eine Eisenbahnlinie der Norfolk Southern Railway, die von St. Louis nach Kansas City führt.
Der Lambert-Saint Louis International Airport liegt teilweise in der Northwest Township.

## Demografische Daten
Nach der Volkszählung im Jahr 2010 lebten in der Northwest Township 32.245 Menschen in 13.492 Haushalten. Die Bevölkerungsdichte betrug 404,1 Einwohner pro Quadratkilometer. In den 13.492 Haushalten lebten statistisch je 2,31 Personen.
Ethnisch betrachtet setzte sich die Bevölkerung zusammen aus 77,0 Prozent Weißen, 17,6 Prozent Afroamerikanern, 0,2 Prozent amerikanischen Ureinwohnern, 1,8 Prozent Asiaten sowie 1,2 Prozent aus anderen ethnischen Gruppen; 2,2 Prozent stammten von zwei oder mehr Ethnien ab. Unabhängig von der ethnischen Zugehörigkeit waren 3,0 Prozent der Bevölkerung spanischer oder lateinamerikanischer Abstammung.
20,9 Prozent der Bevölkerung waren unter 18 Jahre alt, 61,4 Prozent waren zwischen 18 und 64 und 17,7 Prozent waren 65 Jahre oder älter. 53,6 Prozent der Bevölkerung war weiblich.
Das mittlere jährliche Einkommen eines Haushalts lag bei 49.349 USD. Das Pro-Kopf-Einkommen betrug 25.451 USD. 7 Prozent der Einwohner lebten unterhalb der Armutsgrenze.

## Ortschaften
Die Bevölkerung der Northwest Township lebt in folgenden Ortschaften:
Citys
- Bridgeton1
- Florissant2
- Hazelwood3
- Maryland Heights4

Village
- Champ

Unincorporated Communities
- Earth City
- Robertson

1 – teilweise in der Airport Township

2 – überwiegend in der Florissant Township, teilweise in der Lewis and Clark, der Ferguson und der Spanish Lake Township

3 – teilweise in der Airport, der Lewis and Clark, der Florissant und der Ferguson Township

4 – teilweise in der Maryland Heights, der Midland, der Airport, der Creve Coeur und der Chesterfield Township